# 트리시아 리 피셔
트리샤 리 피셔(Tricia Leigh Fisher, 1968년 12월 26일 ~ )는 미국의 가수, 배우이다.
로스앤젤레스군에서 태어났다.

## 영화
- 디즈 올드 브로드(영어판) (2001년)
- 사랑의 책(영어판) (1990년)
- C.H.U.D. II - 버드 더 추드(영어판) (1989년)
- 프리티 걸 (1987, Pretty Smart)
- 스틱 (1985년)